# Bufo scorteccii
"Bufo" scorteccii
Espèce
Synonymes
- Duttaphrynus scorteccii (Balletto & Cherchi, 1970)

Statut de conservation UICN

 VU D2 : Vulnérable
"Bufo" scorteccii  est une espèce d'amphibiens de la famille des Bufonidae.

## Répartition
Cette espèce est endémique du Nord du Yémen. Elle se rencontre à Mafhaq à environ 1 550 m d'altitude.

## Étymologie
Cette espèce est nommée en l'honneur en l'honneur de Giuseppe Scortecci.

## Publication originale
- Balletto & Cherchi, 1970 : Spedizione Scortecci in Arabia meridionale. Il complesso del Bufo dhufarensis Parker 1931: ridescrizione analisi biometrica e descrizione di una nuova specie dello Yemen. Bollettino dei Musei e Degli Istituti Biologici dell'Università di Genova, vol. 38, p. 27-42.